# Neonaphorura
Genre
Neonaphorura est un genre de collemboles de la famille des Tullbergiidae.

## Liste des espèces
Selon Checklist of the Collembola of the World (version du 19 septembre 2019) :
- Neonaphorura adulta (Gisin, 1944)
- Neonaphorura alicatai Giuga & Jordana, 2013
- Neonaphorura ariegica Arbea, 1991
- Neonaphorura duboscqi (Denis, 1932)
- Neonaphorura dungeri Schulz, 1994
- Neonaphorura graffi Kaprus & Goblyk, 2015
- Neonaphorura hexaspina Arbea & Mateos, 1991
- Neonaphorura howdeni (Wray, 1958)
- Neonaphorura loksai Traser & Thibaud, 1999
- Neonaphorura moravica (Rusek, 1966)
- Neonaphorura navarrensis Arbea, 1991
- Neonaphorura novemspina (Gisin, 1963)
- Neonaphorura ortali Palissa, 2006
- Neonaphorura zakarpatica Kaprus & Goblyk, 2015

## Publication originale
- Bagnall, 1935 : On the classification of Onychiuridae (Collembola), with particular reference to the genus Tullbergia Lubbock and its allies. Annals & Magazine of Natural History, sér. 10, vol. 15, p. 236-242.